# John Leslie
John Nuzzo, bedre kendt under kunstnernavnet John Leslie (25. januar 1945 – 5. december 2010), var en amerikansk pornostjerne og filminstruktør, der havde sin storhedstid som skuespiller i 1980'erne og sidenhen markerede sig som instruktør af en række prisbelønnede film. Han huskes især for sin hovedrolle over for Richard Pacheco i buddyfilmen Talk Dirty to Me (1980) og dens fortsættelser.
Før filmkarrieren arbejdede han som mundharmonikaspiller og leverede backing for bl.a. John Lee Hooker.

## Eksterne kilder
- John Leslie på Internet Movie Database (engelsk)
- John Leslie på Filmdatabasen
- John Leslie på Svensk Filmdatabas (svensk)
- John Leslie på AlloCiné (fransk)
- John Leslie på AllMovie (engelsk)
- John Leslie på The Movie Database (engelsk)
- John Leslie på Adult Film Database (engelsk)
- John Leslie på Internet Adult Film Database (engelsk)
- Nekrolog i San Francisco Chronicle

- Wikimedia Commons har flere filer relateret til John Leslie